# Кузан Мар'ян Степанович
Мар'ян Степанович Кузан (29 вересня 1925, с. Ісаї, нині Самбірського району, Львівської області — 12 квітня 2005, Фрамон, Франція) — французький композитор і диригент українського походження. Зарубіжний член НСКУ.

## Життєпис
Народився у с. Ісаї на Львівщині, але фактично все своє життя прожив за кордоном. Коли йому було два роки, сім'я виїхала до Франції й оселилася у Парижі. Мар'ян вчився гри на скрипці у Олів'є Мессіана (з яким також підтримував дружні стосунки), фортепіано, гітарі, духових інструментах, а також вокалу. Потім перейшов до диригування та композиції. 
У 1947 році закінчив Паризьку консерваторію в класі композиції Жоржа Дандельйо (учня Моріса Равеля і Габріеля Форе). На розвиток Кузана як композитора вплинули українська народна музика та такі майстри як Едґар Варез, Арнольд Шенберг та Бела Барток.
Організовував інструментальні ансамблі, якими диригував і для яких створював репертуар. 1966 — організував і став диригентом оркестру «Альфа-Омега» А.Лемке, потім — оркестру Люксембурзької компанії телебачення.
Твори виконані у Франції, Іспанії, Люксембурзі, Німеччині, Японії, Канаді, Україні та США.
Мар'яна Кузана 22 червня 1950 року було посвячено до паризької ложі «Гамаюн». До другої статті його було возведено 2 листопада 1951 року, до третьої — 7 листопада 1952 року. Виключений з ложі 31 грудня 1957 року. 1966 року в Парижі була створена українська масонська ложа «Vox Ukrainae», до якої належали відомі представники української діаспори, серед яких і Мар'ян Кузан. У 1993 році французькі масони в Парижі відкрили ложу «Три колони № 758» для організації масонства в Україні. Долучився до процесу відродження масонства, який розпочався у середині 90-х років XX століття, І ложа «Голос України» (доктор медицини І. Я. Мусянович, композитор М. Кузан, художник Т. Вірста та інші) зіграла в цьому процесі головну роль.

## Родина
Був одружений з дочкою Клода Дебюссі.
У Франції 1928 року народилася молодша сестра Стефанія (Фанні), яка 16 лютого 1957 року у римо-католицькій церкві міста Орн, де на той час мешкали батьки, взяла шлюб із Яковом Гніздовським, художником, графіком, керамістом, мистецтвознавцем.

## Творчість
Творчість Марʼяна Кузана різноманітна за жанрами. Композиції автора, написані здебільшого у сучасній ідіомі, включають оркестрову, інцидентну та іншу інструментальну музику, вокальну та музику до фільмів.
У Франції Кузан вважається французьким композитором, але він дуже хотів бути українським композитором. Це єдиний наш композитор, якого визнає інша держава. Вважає його своїм. Його позиція там дуже висока. На замовлення французького уряду він писав дуже різні твори. Писав опери, твори на різні склади інструментів. Твори Кузана не є легкими для виконання.
Написав багато великих творів. Дві лінії у творчості: 1) українська (хори на Псалми Давида — переспіви Тараса Шевченка), 2) модерна французька музика.
Перші схвальні рецензії на твори композитора з'являються в Парижі після симфонічного концерту 18 березня 1951 року, під час якого він виступив диригентом своїх опусів – «Прелюдії і Заклику Асклепіоса» для голосу та одноактного балету «Неділя».
Мар'ян Кузан одним із перших написав твір для великої групи струнних і духових інструментів. Йому належить «Симфонія для ударних з арфою і трубою» («Symphonie Percutante», 1964). У цій ранній симфонії вже ясно виражена характерна риса почерку композитора: диференціація оркестру з калейдоскопічною зміною індивідуалізованих тембрів, де поруч 43-х ударних виділяється сольне ведуче начало труби та контрастне арфи». Відгукуючись на нові ідеї часу, М. Кузан створює в той же період і «Симфонію для мідних» («Brass symphony»), написану через рік — у 1965 році.
У залі паризького театру «Кліші» у лютому 1972 року інструментальний ансамбль «Музика Віва» під диригуванням Мішеля Марі вперше виконав новий твір  Мар'яна Кузана під назвою «Хроніки 1, 2, З і 4 для струнних інструментів». Повторно концерт відбувся 12 березня 1972 року в театрі танцю «Мішель Робінсон» (Париж, Франція). У цьому творі, написаному у 1966–1867 роках, «композитор старався увійти в тісний зв'язок із всесвітом, утотожнитися із космосом. Треба визнати, що це йому вдалося, зокрема у …хроніках З і 4».
Мар'ян Кузан є автором квінтету для мідних духових інструментів «Corvus Saturni» («Крук Сатурна») (1977).
Разом із дружиною п. Югет, Яковом Гніздовським та його дружиною Стефанією відвідав у жовтні 1979 року приміщення Головної Канцелярії  Українського Народного Союзу та видавництва «Свобода». Розповідав, що «динамічні ритми виробничої творчости дереворізів і малюнків Якова Гніздовського викликали в моїй душі динамічну гру звуків і я створив на тій підставі октет для кларнету, флейти, сопрано 1 струнного квартету — «Дивний світ Якова Гніздовського». Прем'єра цього твору відбулася 15 червня 1979 року в Страсбурзі, у рамках міжнародного музичного фестивалю на спеціальне замовлення управи цього фестивалю.
У Канаді відбулося два концерти Мар'яна Кузана. Перший — 22 вересня 1979 року у Монреалі в університеті Макгілла, який підготував Український студентський клуб цього ж університету у співпраці з Об'єднанням українських професіоналістів і підприємців Канади. У програмі цього вечора було інтерв'ю з митцем – «Хто ви є, пане Кузан?», яке  провела Марія Анна Дежсне. Воно було переплетене записами музичних творів композитора. Мар'ян Кузан також окремо розповідав про себе французькою мовою. У кінці вечора виступила випускниця університету Макгілла, піаністка Люба Жук, зігравши композицію М. Кузана «Конструктор». У залі на стінах була група дереворізів Якова Гніздовського, бо композиції «Дивний світ Якова Гніздовського» та «Конструктор» написані під враженням від творів цього митця. У Торонто 30 вересня 1979 року відбулася його друга зустріч із публікою, яку організувало Об'єднання українських професіоналістів і підприємців Канади. Програма якою проводив Юрій Клюфас, була схожа до попередньої, лише інтерв'ю та промова композитора було українською, а поеми М. Кузана були в перекладі з французької мови на англійську.
Із циклу концертів творчості композитора і поета 12 жовтня 1979 року в Українському Інституті Америки відбувся черговий його виступ, у якому звучала професійна сучасна музика. Програму вела Ірина Стецура. Прозвучали твори композитора із використанням магнітної плівки. Піаністка Юліана Осінчук виконала «Конструктор». Також було прочитано поему М. Кузана «Холодні води», яку переклав українською мовою поет Богдан Бойчук. Автор пояснив, що на основі цієї поеми він скомпонував оперу на 5 дій, де поєднуються метафізика, психологія та езотеричні переживання.
1983 року на замовлення французького уряду написав на власні слова кантату «Для любові до людини», яка була виконана 1984 року у Шартрському соборі (Франція).
На сцені театру Опера Бастилія у 1990 році відбулася прем'єра балету «Велике вигнання».
У березні 1991 року у церкві Блаженного Августина (Сент-Оґюстен), Париж, на концерті для відзначення 20-річчя смерті французького композитора, піаніста й органіста Марселя Дюпре, вперше виконано новий твір М. Кузана з латинською назвою «Nunc dimittis».
В оперному театрі міста Тур 1992 року відбулася світова прем'єра опери «Спокуса святого Антонія», що належить до найвищих досягнень композитора.
Мар'ян Кузан домовився про прем'єру опери в Україні, у Київському оперному театрі. Шукав контртенора на головну роль. Коли його познайомили з Василем Сліпаком, автор захопився не тільки його неповторним голосом, але й високою стрункою постаттю і природженим акторським талантом. На жаль, це не склалося.
7 грудня 1992 року у виконанні французького симфонічного оркестру у залі Плеєль у Парижі прозвучала увертюра «Свобода», присвячена вільній Україні. На думку композитора, розуміється ідея свободи як внутрішнє духовне визволення. Увертюра є монументальною, тобто зростає весь музичний розвиток від однієї теми — короткий мотив із чотирьох нот із української народної мелодії «Дударик». Лірична і сповнена життя музична увертюра чудово ілюструє аналогічну особливість  української нації.
З нагоди 70-ліття Мар'яна Кузана у Львівській обласній філармонії 13 жовтня 1995 року відбувся концерт, у якому прозвучали твори композитора.
Композиції Мар'яна Кузана виконували: Христина Петровська, Люба Жук, Жан-П'єр Дюпуй.
Твори композитора підтвердили своєю багатогранною творчістю, що контекст української музичної культури відкритий для найновіших, сучасних стилів і композиторської техніки.

### Інтерпретація поезії Тараса Шевченка
Вокально-інструментальний жанр посідає провідне місце у творчості митця. Композитор по-особливому інтерпретує  поезію Тараса Шевченка. Осягнення Шевченка в контексті постмодернізму зумовлює фокусування уваги на філософії та літературознавстві цього періоду й актуалізує дослідження. Мар'ян Кузан звертається до поезії Шевченка у пізній період творчості і пише дві ораторії: «Неофіти» (1985) та монументальну «Посланіє» (1989), хоровий цикл a cappella «Псалми Давидові» (1988).

#### «Неофіти»
Це один із найцікавіших творів композитора. Написана 1985 року для солістів, мішаного хору та оркестру на текст філософської поеми Тараса Шевченка «Неофіти». Складається з Увертюри, Прологу та 14 частин, в яких послідовно розгортається сюжет. Музична мова проста, яка асоціюється з традиціями церковної музики й українського фольклору. Написана на замовлення єпископа М.Гринчишина та фонду Мазепи з нагоди 1000-ліття хрещення Руси-України і тріумфально виконана у Лінкольн-центрі у Нью-Йорку (США) у 1988 році. 1000-ліття хрещення Руси-України 14 лютого 1988 року було відзначено святковим музичним вечором у залі «Ейвери Фішер». Це був вечір української музики, який проводили українські виконавці. Було представлено твори п'ятьох композиторів: М. Лисенка, А. Веделя, Д. Бортнянського, С. Гулака-Артемовського, М. Кузана. Зокрема було виконано «Неофіти». Солісти: меццо-сопрано Марта Сенн, сопрано Гілда Крус-Ромо, тенор В'ячеслав Полозов, бас Пол Плішка, бас-баритон Андрій Добрянський, великий мішаний хор з Джорджії — хорової гільдії Атланти, оркестр Метрополітен-опера.
12 червня 1988 року Едмонтонська українська католицька єпархія під проводом Комітету на чолі з о. Богданом Снігуровичем 1988 року відзначала Тисячоліття хрещення Русі. Твір виконав хор «Дніпро» (Едмонтон, Канада) під диригуванням Марії Дитиняк, наратор Нестор Петрів, Лілея Волянська (сопрано), Ганна Колесник (меццо-сопрано), Леррі Бенсон (тенор), Ярема Цісарук (бас-баритон).
Івано-Франківська обласна державна телерадіокомпанія «Карпати» у 2013 році започаткувала радіоцикл «Музична Шевченкіана української діаспори», присвячений 200-літтю від дня народження Кобзаря. У першій передачі радіоциклу музикознавець, член музикознавчої комісії Наукового Товариства імені Тараса Шевченка Ганна Карась та журналістка Ольга Котюк розглянули ораторію «Неофіти».
Влітку 2000 року «Неофітів» виконали у Львові у церкві Преображення Господнього Твір виконала хорова капела «Трембіта» під керівництвом Миколи Кулика.

#### «Псалми Давидові»
Хоровий цикл a cappella «Псалми Давидові» (1988). У спадщині Кобзаря приваблюють композитора також переспіви Давидових псалмів, на які він написав кантату для хору, оркестру та соліста-тенора. Так, у «Давидових Псалмах» вільний поетичний переспів біблійних текстів у Т. Шевченка залишав необмежений простір для авторської фантазії. Біблійний текст став для нього лише канвою, яку він «модернізував» згідно із своїми уподобаннями й уявленням про «вічні» символи й категорії.
У творі поєднується релігійна символіка із філософськими концепціями. Композитор вибрав 10 псалмів Т.Шевченка і створив хорові мініатюри для різних видів хору. Де національні релігійні образи осмислені на ґрунті епічних та фольклорних джерел. У 1987 році   Мар'ян Кузан здійснив варіант п'яти Давидових псалмів на хор a cappella для соло тенора, мішаного хору і великого симфонічного оркестру. Перше виконання твору відбулося 1988 року у Вінніпезі (Канада), друге — у Києві (1989).

#### «Посланіє»
Ораторія написана у 1992 року для мішаного хору, солістів (мецо-сопрано, бас-баритон) та подвійного складу симфонічного оркестру. Тривалість півтори години. Композитор у творі спирається на широкий пласт української мелодики. Ідея написання  виникла у квітні 1987 року, коли Петро Саварин, як президент СКВУ, відвідував українську громаду в Парижі. Твір скомпоновано на замовлення Альбертського товариства збереження української культури (Едмонтон, Канада). Замовляючи у Кузана ораторію «Посланіє», AT3УK сподівалося поставити її у 1991-92 p. в Едмонтоні з нагоди 100-ліття поселення українців в Канаді, відомий диригент Ґжеґож Новак планував цей виступ у березні 2001 року, на 130-ліття смерті Тараса Шевченка, але це з різних причин це не вдалося.
Світова прем'єра відбулася в Едмонтоні (Канада) 8 червня 2002 року за участі автора. Едмонтонський симфонічний оркестр  відзначав 2002 року своє 50-ліття. Ювілейний сезон він закінчив саме 8 червня прем'єрою ораторії Шевченкового «Посланія» Мар'яна Кузана і симфонією А. Малера.
Концерт відбувся у Вінспір-театрі, а симфонічним оркестром диригував славнозвісний Ґжеґож Новак. Ораторію виконали: хор «Дніпро» під диригуванням Марії Дитиняк, чоловічий хор Едмонтона під диригуванням Ореста Солтикевича і окремі співаки та солісти.

### Опера Дениса Січинського «Роксоляна»
Великою подією музичного життя українців Канади була постановка Товариством української опери Канади опери «Роксоляна» Дениса Січинського, яка відбулася 20 жовтня 1991 року в престижній залі «Рой Томсон-гол», завдяки українцю-емігранту диригентові Володимиру Колеснику. Постановку було присвячено 100-річчю поселення українців у Канаді. Нову редакцію та оркестровку опери на замовлення Товариства української опери в Канаді зробив Мар'ян Кузан. Твір прозвучав у концертному виконанні.
Співали хор імені Миколи Лисенка, дитячий хор «Поліфонія», солісти з України, США та Канади. Музичний супровід здійснив симфонічний оркестр. Диригував — Володимир Колесник. Головні партії виконували Світлана Сех (Роксолана), Ганна Колесник (Федора), Сергій Гомон (Сулейман II), Ярема Цісарук (Ібрагім), Леонід Скірко (Блазень), Олександр Савченко (Абдул-Баку), Богдан Чиплинський (Данило), Андрій Сорока (Алхай-Хан), Люба Козак (у пролозі). Прем’єра стала світовим тріумфом українського мистецтва в Канаді.
Сліди «канадської» партитури загубилися, бо диригент Володимир Колесник помер 1995 року в Торонто, а за десять років відійшов у засвіти Мар'ян Кузан. Але після багаторічних пошуків мистецтвознавиця Олександра Турянська усе ж таки зуміла віднайти її в США. Привізши звідти цю безцінну партитуру, вона вже тривалий час намагається лобіювати постановку опери «Роксоляна» Дениса Січинського в Україні, поки що — безрезультатно.

### Мар'ян Кузан і Україна
Зростання політичної активності у суспільстві, послаблення політичної та ідеологічної цензури, розвиток національного самоусвідомлення у 1990 році в Україні було початком нового етапу демократизації. В Україну приїздить Мар'ян Кузан і створює «Елегію-думу» для професійного військового духового оркестру.
У Києві композитор познайомився зі своїм племінником Олегом Кузаном, котрий був учасником Студентської революції на граніті.

#### «Київ Музик Фест»
Міжнародний український музичний фестиваль «Київ Музик Фест» відкрив нову сторінку в історії сучасної музичної культури України. Серед закордонних гостей, яких на Перший український міжнародний музичний фестиваль, що відбувся у жовтні 1990 року, запросив музичний директор Іван Карабиць, був Мар'ян Кузан. На симфонічному концерті у Великому залі Київської консерваторії імені Петра Чайковського 10 жовтня 1990 року прозвучали «Псалми Давидові» для тенора, хору та симфонічного оркестру у виконанні Академічного хору імені Платона Майбороди, диригент Віктор Скоромний, та солістів: Володимир Омельченко (тенор), Ігор Шаповалов, В’ячеслав Васильєв-Ленецький, Павло Галаганов, Наум Глушаков (скрипка).
У 1992 році композитор був серед гостей Третього фестивалю.
Увертюра «Свобода», що в Україні виконувалася вперше, на симфонічному концерті у Великому залі Київської консерваторії імені Петра Чайковського прозвучала 8 жовтня 1993 року у виконанні симфонічного оркестру Луганської обласної філармонії, художній керівник та головний диригент Рашит Нігаматуллін.
3 жовтня 1995 року у І відділі симфонічного концерту у Великому залі Київської консерваторії імені Петра Чайковського прозвучала композиція «Constructor» у виконанні симфонічного оркестру, художній керівник та диригент Віктор Здоренко, диригент Віктор Плоскіна та солістів: Євгенія Басалаєва, Ольга Ковальова (фортепіано).

#### «Музика українського зарубіжжя»
У Львові 1990 року відбувся І Міжнародний музичний фестиваль «Музика українського зарубіжжя», що організував Мирослав Скорик. Сильне враження справила монументальна модерна експресивна поема для тенора і симфонічного оркестру «Шляхи повернення» Мар'яна Кузана. Сольна партія пристрасно і натхненно була вперше виконана чудовим українським співаком з Дрогобича Корнелієм Сятецьким. Саме він повідомив, що використана у поемі веснянка «Вийди, вийди, сонечко» є спомином про дитинство композитора в Україні.
Сторіччю початку української еміграції до Канади присвячений II Міжнародний фестиваль «Музика українського зарубіжжя», що відбувався 18–26 квітня 1991 року у Львові. На фестивалі представлена сучасна духовна музика українського «зарубіжжя» як відступ від традиції і своєрідний свіжий струмінь. Прозвучали «Псалми Давидові».
Композитор був присутнім на третьому фестивалі у 1992 році, співорганізатором якого був Володимир Грабовський.

#### Мар'ян Кузан і Василь Сліпак
1994 року Орест Сліпак (старший брат Василя Сліпака) аспірант Львівського медінституту, перебуваючи на конгресі кардіологів у Франції, познайомився з о. Павлом Когутом, який скерував його до редакції «Українського слова» у Парижі, де зустрів директора тижневика Ярослава Мусяновича, доктора медицини. Професор, приймаючи Ореста у власній оселі, розповідав про культуру та паризьке життя, познайомив із композитором українського походження Мар'яном Кузаном, наполегливо рекомендував залишити касету із записом Василя композиторові. За місяць Василеві Сліпаку надійшло запрошення від оргкомітету одного з найбільших музичних фестивалів у місті Клермон-Феррані (Франція).

#### «Контрасти»
На І Міжнародному фестивалі сучасної музики «Контрасти», що проводиться у Львові щорічно з 1995 року, у концертному залі імені Станіслава Людкевича Львівської обласної філармонії прозвучали твори композитора, а саме: «Діахронія» у виконанні Оксани Рапіти (фортепіано) та Мирослава Драгана (фортепіано), «Nyaya» у виконанні Оксани Рапіти (фортепіано) та Оксани Андрейко (скрипка).
Восени 2000 року на фестивалі звучав твір «Діахронія» у виконанні Оксани Рапіти (фортепіано) та Мирослава Драгана (фортепіано), «Nyaya» у виконанні Оксани Рапіти (фортепіано) та Оксани Андрейко (скрипка).
8 жовтня 2015 року відбувся вечір Львівської національної музичної академії імені Миколи Лисенка «Українська музика для духових та ударних інструментів» до 50-ліття кафедри духових та ударних інструментів ЛНМА імені Миколи Лисенка, на якому у виконанні студентів кафедри уперше в Україні прозвучав твір Мар'яна Кузана «Природа оновиться вогнем» секстет для 6 тромбонів (1979).

## Твори
Опери:
- «Солодке божевілля» (камерна, 1970, лібрето Г. Віллана)
- «Спокуса св. Антонія» (1990, лібрето Ф. Тристана)

Балети:
- «Неділя» (1950, на 1 дію)
- «Правда» (1990), «Велике вигнання» (1990) для Сьюзен Бурже[fr]
- «Квітка на Венері»

Вокально-симфонічні твори:
- 2 симф. (1964 – для ударних; 1965 — для мідних духових)
- для різних камер. ансамблів — «Гетсиманія» (1967)[51]
- кантата «Для любові до людини» (сл. власні, 1983, на замовлення французького уряду)
- Величина 4,85
- ораторія «Неофіти» (сл. Т. Шевченка, 1985, до 1000-ліття хрещення Русі-України)[52]
- «Псалми Давида» (1986)
- «Посланіє» (за поемою Т. Шевченка, 1992)
- «Шляхи повернення», «Чорнобиль-реквієм» (сл. В. Барки, 1993)

Вокально-інструментальні ансамблі:
- «Крок за кроком»
- «Пошуки»
- «До моїх коренів» (для хору з супр.)
- «Метал» (з використанням магнітної плівки)[4]

Для оркестру:
- увертюра «Свобода» (1992), в Україні вперше — 8 жовтня 1993 р.[43]
- «Мала сюїта» для камерного оркестру

Камерно-інструментальні твори:
- «Nyaya 1» для квартету духових
- «Nyaya 2» для скрипки з фп. (1975)
- секстет «Сім дверей невідомого» (1976)
- октет «Дивний світ Якова Гніздовського» (1979)
- квартет для електронних інструментів «Шлях до Аврори» (1981)
- Дивертисмент (для флейти, органа, клавесина, віолончелі, 1965)[53]

Для фортепіано:
- 5 сонатин (1969—1980)
- «Афоризми» для фортепіано, квартет для електронних інструментів (1978)
- «Тубал», «Конструктор»
- соната для 2-х ф-но (1970-1972)

Солоспіви:
- «Пісні любові» (сл. власні, 1980)
- «Привіт, Україно, тобі!»[54][55]

Музика до театральних вистав
- «На руїнах» Лесі Українки

Музика до кінофільмів
- «Історія інструментів». Короткий документальний фільм серіалу (саундтрек) (1964)[56]
- «Фернан Легер та його музей біотів» (1966)[57]
- «Рівнина Vivivouioui». Драма. (1970)[56]
- «Час сухих». Короткометражний фільм. (1970)[58]
- «Вівці в лісі». Художній фільм. (1971).[59]
- «Декальцифікація». Короткометражний фільм. (1973)[56]
- «Алегорія». Художній фільм. (1975).[60]

Ролі у кінофільмах
- Містер Чуфлері у фільмі «Безглуздя Оффенбаха». Телесеріал. (1977)[56]